# Rally de Ourense de 2015
El Rally de Ourense de 2015 fue la 48.ª edición y la quinta ronda de la temporada 2015 del Campeonato de España de Rally. Se celebró del 12 al 13 de junio y contó con un itinerario de diez tramos sobre asfalto que suman un total de 210,16 km cronometrados.

## Itinerario
| Día   | Tramo | Nombre                          | Distancia | Hora     | Ganador        | Tiempo  | Finalizados | Líder          |
| ----- | ----- | ------------------------------- | --------- | -------- | -------------- | ------- | ----------- | -------------- |
| Día 1 | TC 01 | San Cribrao (Tramo Espectáculo) | 1,870 km  | 20:35 h. | Sergio Vallejo | 1:25.8  | 64          | Sergio Vallejo |
| Día 2 | TC 02 | Cañón do Sil                    | 32,00 km  | 09:10 h  | Pedro Burgo    | 19:28.8 | 60          | Sergio Vallejo |
| Día 2 | TC 03 | San Pedro de Rocas              | 27,350 km | 10:20 h  | Iván Ares      | 17:16.1 | 57          | Iván Ares      |
| Día 2 | TC 04 | Cañón do Sil                    | 32,00 km  | 13:10 h. | Sergio Vallejo | 19:50.0 | 55          | Iván Ares      |
| Día 2 | TC 05 | San Pedro de Rocas              | 27,350 km | 14:20 h. | Sergio Vallejo | 17:28.4 | 52          | Iván Ares      |
| Día 2 | TC 06 | A Peroxa                        | 31,050 km | 17:20 h. | Iván Ares      | 23:40.0 | 50          | Iván Ares      |
| Día 2 | TC 07 | Toén                            | 12,810 km | 18:30 h. | Sergio Vallejo | 8:24.5  | 46          | Iván Ares      |
| Día 2 | TC 08 | A Peroxa                        | 31,050 km | 20:20 h. | Sergio Vallejo | 22:12.2 | 44          | Iván Ares      |
| Día 2 | TC 09 | Toén                            | 12,810 km | 21:30 h. | Sergio Vallejo | 9:01.8  | 44          | Iván Ares      |
| Día 2 | TC 10 | San Cibrao                      | 1,870 km  | 22:23 h. | Sergio Vallejo | 1:30.7  | 44          | Iván Ares      |

## Clasificación final
| Pos. | Piloto                   | Copiloto           | Automóvil                | Tiempo    | Diferencia |
| ---- | ------------------------ | ------------------ | ------------------------ | --------- | ---------- |
| 1.   | Iván Ares                | Álvaro Bañobre     | Porsche 997 GT3 CUP 2008 | 2:22:30.7 | 0.0        |
| 2.   | Sergio Vallejo           | Diego Vallejo      | Porsche 997 GT3 CUP 2010 | 2:26:15.9 | +3:45.2    |
| 3.   | Cristian García Martínez | Rebeca Liso        | Mitsubishi Lancer EVO X  | 2:26:38.7 | +4:08.0    |
| 4.   | Miguel Ángel Fuster      | Ignacio Aviño      | Suzuki Swift S1600       | 2:27:06.8 | +4:36.1    |
| 5.   | Alberto Hevia            | Jordi Mercader     | Suzuki Swift S1600       | 2:27:37.1 | +5:06.4    |
| 6.   | Esteban Vallín           | Borja Odriozola    | Opel Adam R2             | 2:29:02.1 | +6:31.4    |
| 7.   | Daniel Marbán            | Víctor Ferrero     | Lotus Exige CUP 260      | 2:29:51.5 | +7:20.8    |
| 8.   | Víctor Senra             | Ramón López        | Peugeot 208 R2           | 2:32:07.6 | +9:36.9    |
| 9.   | Marcos Canedo            | Miguel Ángel vilas | Citroën C2 GT R2         | 2:33:23.9 | +10:53.2   |
| 10.  | José Luis Peláez         | Rodrigo Sanjuan    | Peugeot 208 Vti R2       | 2:33:50.6 | +11:19.9   |

## Trofeos
- Copa Suzuki Swift 2015
- Copa Mitsubishi Evo Cup Asfalto 2015
- Clio R3T European Trophy
- Dacia Sandero Rallye Cup RFEDA 2015